# Вежбица (гмина, Радомский повет)
Вежбица (пол. Wierzbica) — сельская гмина (уезд) в Польше, входит как административная единица в Радомский повет, Мазовецкое воеводство. Население — 10 103 человека (на 2004 год).

## Демография
| Перепись                       | Всего   | Всего | Женщины | Женщины | Мужчины | Мужчины |
| ------------------------------ | ------- | ----- | ------- | ------- | ------- | ------- |
| Единицы                        | человек | %     | человек | %       | человек | %       |
| Население                      | 10 103  | 100   | 4929    | 48,8    | 5174    | 51,2    |
| Плотность населения (чел./км²) | 107,5   | 107,5 | 52,5    | 52,5    | 55,1    | 55,1    |

## Сельские округа
1. Блендув
2. Домбрувка-Варшавска
3. Лончаны
4. Подгурки
5. Поляны
6. Поляны-Колёнья
7. Поможаны
8. Поможаны-Колёнья
9. Руда-Велька
10. Жечкув
11. Станиславув
12. Сулишка
13. Вежбица
14. Вежбица-Колёнья
15. Залесице
16. Залесице-Колёнья

## Поселения
1. Глодна-Вулька
2. Колёнья
3. Коморники
4. Марянув
5. Оседле
6. Под-Лясем
7. Подгурки-Колёнья
8. Рештувка
9. Вымыслув
10. Залесице-Опока
11. Залесице-Рудна

## Соседние гмины
1. Гмина Илжа
2. Гмина Ястшомб
3. Гмина Коваля
4. Гмина Мирув
5. Гмина Мижец
6. Гмина Ороньско
7. Гмина Скарышев